# Asparagus adscendens
Az Asparagus adscendens az egyszikűek (Liliopsida) osztályának spárgavirágúak (Asparagales) rendjébe, ezen belül a spárgafélék (Asparagaceae) családjába tartozó faj.

## Előfordulása
Az Asparagus adscendens előfordulási területe Pakisztánban és a Himalája legnyugatibb részein található.